# کلیسای سنت مری و سنت کوتبرت
کلیسای سنت مری و سنت کوتبرت (انگلیسی: St Mary and St Cuthbert, Chester-le-Street) یک کلیسای منطقه‌ای است و در چستر لی استریت، کانتی دورام، انگلستان قرار دارد. این کلیسا بیش از ۹۵۰ سال قدمت دارد. قدیمی‌ترین ترجمه زنده انجیل به زبان انگلیسی در اینجا بین ۹۴۷ و ۹۶۸ انجام شد.